# Kecskés
Kecskés település Romániában, Szilágy megyében.

## Fekvése
Nagysomkúttól délre, Dióspatak, Gyulaszeg és Kővársolymos közt fekvő település.

## Története
A Kővárhoz tartozó Kecskés nevét 1405-ben említették először, mikor Zsigmond király Kővárt Balk fiainak és Sandrinnak adományozta tartozékaival együtt. 
1424-beli osztozkodásukkor Drág fiainak Györgynek és Sandrinnak jutott.
1465-ben Kozla, 1562-ben Koslafalva, 1566-ban Kozla, 1890-ben Kecskés néven írták.
1565-ben Drágffy György halála után a Kusalyi Jakcsok birtoka lett.
1603-as urbárium nemes faluként említette.
1649-ben Leményi Gergely Péter egyik birtoka volt.
1610-ben 27 birtokosa volt, kik még 1770-ben  is birtokosai voltak a településnek, ekkor még gróf Kendeffy Elek is birtokos volt itt.
1820-ban gróf Kendeffy Ádám, Flórián János utódai, Preda János, Pap Fülöp és még 17 család birtoka volt.
1877-től Kecskés körjegyzői székhely is volt.
1886-ban Kecskésnek 629 lakosa volt, melyből 615 görögkatolikus és 14 zsidó volt. 1891-ben 598 lakosa volt.
1898-ban Buttyán László leánya Mari, a Flórián család és Kingye György birtoka volt öröklés útján.
A 20. század elején Kecskés Szolnok-Doboka vármegye Nagyilondai járásához tartozott.
Az 1910-es népszámláláskor 667 lakosából 9 magyar, 9 német, 649 román volt, ebből 649 görögkatolikus, 15 izraelita volt.

## Nevezetességek
- Görögkatolikus templomát 1658-ban szentelték fel az Arkangyalok tiszteletére. Anyakönyvét 1825-től vezetik.